# Аль-Шейх, Мохамед Ахмед
Мохамед Ахмед Мархун Абдулла аль-Шейх (араб. محمد أحمد مرهون عبداللة الشيخ‎; род. 25 июля 2000) — бахрейнский футболист, вратарь клуба «Малкия» и национальной сборной Бахрейна.

## Клубная карьера
Всю карьеру провёл в единственном профессиональном клубе — ФК «Малкия». Весной 2019 года в составе клуба привлекался к матчам розыгрыша Кубка АФК 2019 в качестве запасного вратаря. Однако, дебютировать на международном клубном уровне не удалось.

## Карьера в сборной
23 мая 2021 года попал в заявку на выездную товарищескую игру национальных сборных Бахрейна и Украины. Однако, дебют за национальную сборную не состоялся. Единственную игру за национальную команду провёл 1 сентября 2021 года на домашнем стадионе в Риффе против сборной Гаити. Матч закончился со счётом 6:1. Мохамед Ахмед аль-Шейх вышел на второй тайм и пропустил единственный гол своей команды.
В составе молодёжной сборной Бахрейна (U-23) дебютировал 6 сентября 2021 года в домашнем товарищеском матче против молодёжной сборной Таджикистана (U-23). Матч закончился со счётом 2:2.